# Firozpur
Firozpur (en punyabí: ਫ਼ਿਰੋਜ਼ਪੁਰ) es una ciudad de la India, centro administrativo del distrito de Firozpur, en el estado de Punyab.

## Geografía
Se encuentra a una altitud de 198 m s. n. m. a 224 km de la capital estatal, Chandigarh, en la zona horaria UTC +5:30.

## Demografía
Según estimación 2010 contaba con una población de 110 512 habitantes.